# Protestas estudiantiles en Kabul de 1980
Las protestas estudiantiles en Kabul de 1980 paralizaron el sistema educativo y provocaron fuertes enfrentamientos. Los levantamientos de los estudiantes tuvieron lugar desde finales de abril hasta principios de junio de 1980, manifestándose contra el gobierno comunista de Babrak Karmal y las fuerzas invasoras de la Unión Soviética, pidiendo la libertad y la retirada de las fuerzas soviéticas. Las protestas fueron sofocadas y llevaron a un gran número de estudiantes a ser arrestados, estimados entre 400 y hasta 2000. Entre 72 y 200 estudiantes perdieron la vida en las manifestaciones.

## Antecedentes
Con la Operación Tormenta-333 en diciembre de 1979, la Unión Soviética lanzó una invasión a gran escala de su vecino de Asia central e instaló a Babrak Karmal como jefe de Estado afgano. La invasión causó una oposición generalizada y pánico, con combatientes muyahidines afganos armados preparando una guerra contra el Ejército Rojo. Mientras tanto, la oposición y los disturbios también ocurrieron en las zonas urbanas, sobre todo en Kabul cuando miles de residentes se levantaron en febrero de 1980 en el levantamiento del 3 de Hūt, desafiando la autoridad del Partido Democrático Popular de Afganistán.

## Eventos

### Abril
El año académico comenzó en marzo de 1980 después de las vacaciones de invierno. Dentro de un mes, los estudiantes de varios institutos de la ciudad distribuyeron folletos contra el gobierno. Uno de ellos, Falah (que significa «salvación»), exigió la retirada de las tropas soviéticas y pidió un frente unido entre estudiantes ideológicamente diferentes. La primera gran protesta estudiantil tuvo lugar el 21 de abril de 1980 durante la ceremonia de la nueva bandera de la República Democrática de Afganistán. En el quinto día de manifestaciones, cinco estudiantes fueron atacados a tiros y asesinados, cuatro pertenecientes a la escuela secundaria Omar Shahid y uno de la escuela secundaria Habibia, una escuela para niños. Se ha afirmado que los tiradores no eran fuerzas de seguridad, sino jóvenes parchamitas armados.
Las estudiantes de Soriya Senior High School, una escuela para niñas, organizaron una gran manifestación el 29 de abril, poco después del solitario segundo aniversario de la Revolución Saur. A ellos se unieron estudiantes de otras escuelas que marchaban hacia y en el campus de la Universidad de Kabul, gritando "libertad o muerte", pidiendo a los rusos que se fueran y gritando cánticos de muerte contra el presidente Karmal. Los manifestantes intentaron abandonar el campus y dirigirse al centro de Kabul solo para ser bloqueados por la seguridad.
Un testigo afgano informó a The Washington Post que las tropas soviéticas abrieron fuego y mataron a 16 o 17 estudiantes ese día. Otro relato dijo que los jóvenes parchamitas dispararon contra varios estudiantes, matando a algunos de ellos.

#### Asesinato de Nahid Saaed
El 30 de abril, una estudiante de tercer año de la escuela secundaria Rabia-e Balkhi llamada Nahid Saaed (ناهيد صاعد) estaba en la primera fila de una manifestación cuando arrojó un pañuelo en la cabeza de su compañero de clase a los soldados simpatizantes del PDPA. Nahid les gritó
«No defendiste tu patria contra los rusos. Más bien, ustedes los apoyan, así que pongamos nuestras tiendas de campaña y dejemos nuestras armas a nosotros para proteger la libertad de nuestra patria. Los rusos salen de nuestra propiedad, de lo contrario te ahogarás en un río de sangre».
Ella y algunos otros estudiantes fueron atacados a tiros por las fuerzas de seguridad, matándolos. La noticia de la muerte de Nahid se extendió rápidamente por toda la ciudad y se convirtió en un símbolo de desafío. Se hizo popularmente conocida como Nahid-e Shahid (Mártir Nahid).
El levantamiento de ese día y los mártires fueron representados por el famoso poeta afgano Khalilullah Khalili.

### Mayo
Un mayor número de estudiantes universitarios salieron a las calles el 3 de mayo, dirigiéndose hacia la ciudad. Menos vocales esta vez, tuvieron en cuenta los Principios Fundamentales de la República Democrática del Afganistán, que ahora estaban en vigor y garantizaban el derecho a manifestaciones pacíficas. Cuando los estudiantes llegaron a una parte de la ciudad llamada Barikot, un contingente de soldados del ejército los rodeó. Finalmente, los manifestantes fueron golpeados por palos, se usaron gases lacrimógenos y hasta 500 estudiantes fueron arrestados.
Las escuelas secundarias de la ciudad permanecieron sitiadas y los estudiantes continuaron boicoteando. Los estudiantes, particularmente las mujeres, fueron ruidosos al denunciar tanto a Leonid Brézhnev como a Vladimir Lenin en sus consignas.
Según los informes, los estudiantes enojados a lo largo de las manifestaciones habían matado al menos a 17 compañeros de clase que apoyaban al gobierno de Karmal. Un director marxista también fue linchado.

### Junio
A principios de junio de 1980, durante tres días consecutivos, numerosos estudiantes de Sorya High School y otras escuelas fueron envenenados. La agencia estatal de noticias Bakhtar dijo que 60 escolares y maestros fueron hospitalizados el 8 de junio por los envenenamientos, culpando a los «bandidos y mercenarios del imperialismo» por el acto. Unos días después, el 12 de junio, un número aún mayor de estudiantes de diez escuelas diferentes fueron envenenados, con más de 500 personas que necesitaban tratamiento hospitalario pero no muertes.
No se ha demostrado quién estaba detrás de estos ataques, con el estado culpando a los imperialistas de los muyahidines, mientras que estos últimos culparon al régimen y a la Unión Soviética. En Kabul se creía ampliamente que el KHAD (inteligencia) estaba detrás de él con el objetivo de intimidar a los estudiantes y sus familias.

## Análisis
A diferencia del levantamiento del 3 de Hūt en febrero, las manifestaciones de los estudiantes fueron organizadas. En abril de 1980 se habían formado siete sindicatos estudiantiles antigubernamentales, el mayor de los cuales era el ouncil de la Juventud Revolucionaria con miembros de varias instituciones. Los manifestantes eran de varias ideologías: nacionalistas, antimarxistas, fundamentalistas musulmanes y maoístas, todos unidos. Incluso los estudiantes pro-Khalq que se oponían a los Parchamitas estaban presentes.

### Testimonio de una estudiante de Soriya
Una estudiante de la Escuela Secundaria Soriya llamada Nahid (no relacionada con el Nahid que fue asesinado a tiros) que huyó a los Estados Unidos habló en el Comité de Asuntos Exteriores de la Cámara de Representantes de los Estados Unidos en junio de 1981. Ella afirmó en un testimonio que el boicot de ella y sus compañeros de clase en un día de abril de 1980, con un maestro simpatizante, llevó a vehículos de soldados afganos armados a llegar a la escuela cuando fueron descubiertos por el director de la escuela que era parchamita. Soldados afganos armados en el patio de la escuela fueron recibidos por los desafiantes estudiantes que les dijeron: «En lugar de disparar a los rusos, van a disparar contra nosotros, sus hermanas afganas». Según los informes, los soldados, que no estaban afiliados al PDPA, estaban «profundamente conmovidos» por las palabras que Nahid y otros hicieron, dejando sus rifles y negándose a seguir las órdenes de disparar a los estudiantes. Los vehículos militares en los que viajaban los soldados simpatizantes del PDPA fueron alcanzados por piedras lanzadas por los estudiantes que luego abandonaron las puertas. Los estudiantes de Soriya salieron del campus donde se les unieron estudiantes de una escuela para niños. Un gran número de soldados soviéticos llegaron a la escena, lo que provocó una pelea. Se dispararon varios disparos, hiriendo y matando a muchos niños y niñas, y Nahid describió el camino empapándose de sangre de rojo. Los soldados afganos y soviéticos en jeeps también se negaron a transportar a los heridos al hospital, Nahid afirmó que un soldado afgano les dijo: «Dejen morir estos microbios de la sociedad. ¿Por qué quieres que sus cadáveres sucios sean llevados al hospital?».

### Secuelas
El estado informó el 9 de junio que 140 personas habían muerto durante las manifestaciones desde abril. Radio Kabul culpó a los «chovinistas» estadounidenses y chinos por las muertes y la interrupción de la educación. Según diplomáticos, unos 400 estudiantes habían sido arrestados.
Las manifestaciones, que se produjeron poco después del levantamiento de febrero, dañaron aún más al gobierno de Parcham política y moralmente y erosionaron el poco apoyo que Babrak Karmal ya tenía. El gobierno despidió o transfirió a maestros sospechosos de incitar a los estudiantes. También aceleró la sovietización del sistema educativo.
Las escuelas de Kabul permanecieron paralizadas y numerosos estudiantes huyeron al extranjero, especialmente después de los incidentes de envenenamiento. Debido al miedo del KHAD, no se intentaron más manifestaciones y los estudiantes se concentraron en los boicots.